# Tiếng Qashqai
Tiếng Qashqai (قاشقای ديلى, cũng viết là Qashqay, Kashkai, Kashkay, Qašqā'ī và Qashqa'i) là một ngôn ngữ Oghuz nói bởi người Qashqai, một nhóm dân tộc sống chủ yếu ở tỉnh Fars, miền nam Iran. Encyclopædia Iranica coi tiếng Qashqai là một nhóm phương ngữ thứ ba độc lập trong nhóm ngôn ngữ Turk tây nam. Nó được biết đến với cái tên Turki. Ước tính số lượng người nói Qashqai không thống nhất. Ethnologue đưa ra con số 949.000 vào năm 2015.
Tiếng Qashqai có mối quan hệ chặt chẽ với tiếng Azerbaijan, còn được gọi là tiếng Azer. Tuy nhiên, một số phương ngũ Qashqai, cụ thể là phương ngữ được nói trong bộ lạc Sheshbeyli có chung đặc điểm với tiếng Thổ Nhĩ Kỳ. Tuy nhiên, trong ý nghĩa chính trị xã hội, tiếng Qashqai được coi là một ngôn ngữ riêng rẽ đúng nghĩa.
Giống như các ngôn ngữ Turk được nói ở Iran khác, chẳng hạn như tiếng Azerbaijan, tiếng Qashqai sử dụng một phiên bản sửa đổi của chữ Ba Tư-Ả Rập.

## Hình thái
Các hậu tố tương tự như tiếng Azerbaijan.